# Emidio Clementi
Emidio Clementi, detto Mimì (Ascoli Piceno, 20 febbraio 1967) è un musicista e scrittore italiano, fondatore dei Massimo Volume, dei quali è l'autore dei testi, la voce e il bassista.

## Origini e formazione
Nasce ad Ascoli Piceno e cresce a San Benedetto del Tronto, dove la famiglia di Emidio si era trasferita. L'autore descriverà questo periodo nei primi capitoli del romanzo L'ultimo dio, rendendo in maniera efficace l'ambiente sanbenedettese negli anni del riflusso. Durante le superiori Emidio si appassiona al rock americano e alla new wave sofisticata di Jim Carroll, The X, Gun Club. L'ascolto è caratterizzato da una grande attenzione ai testi, l'amore per quello stile di scrittura è immediato: Clementi si interessa quindi alla letteratura americana di Sam Shepard, Denis Johnson, ma anche di Claudio Piersanti. Inizia a suonare il basso e a scrivere. Dalla personalità irrequieta, insofferente alla provincia marchigiana, Clementi decide di trasferirsi a Bologna subito dopo la maturità per studiare Lingue. Poi, un periodo di vagabondaggi lo conduce in Svezia. L'integrazione è difficile e Clementi soffre l'isolamento linguistico, che diventerà un tema forte nei suoi testi. Decide perciò di tornare a Bologna, stavolta partecipando alla storica occupazione di via del Pratello. Si tratta di un periodo particolarmente intenso, di formazione umana e artistica, che Clementi affresca nel suo romanzo La notte del Pratello, ritratto picaresco dell'ultima realtà indipendente bolognese i cui protagonisti (Leo e Rigoni su tutti) diventeranno presenze fisse nei testi dei Massimo Volume.

## Carriera musicale

### Massimo Volume
A Bologna Clementi entra in stretto rapporto con l'ambiente musicale, legando in particolare con gli Starfuckers e con Vittoria Burattini. I due assieme a Umberto Palazzo e Gabriele Ceci, danno vita nell'inverno del '91 alla formazione originale dei Massimo Volume, che vede Clementi alla voce e al basso, Burattini alla batteria, Ceci e Palazzo alle chitarre.
Seguono due anni di prove con strumentazione di fortuna, che li costringe ad alzare il volume al massimo per potersi sentire. Da qui il nome della band. Dopo una demo autoprodotta - l'ormai introvabile “Demo nero” - l'abbandono di Palazzo e l'arrivo di Egle Sommacal (già chitarrista dei Detriti), i Massimo Volume firmano per la Underground Rec e pubblicano il primo album Stanze.
Clementi sviluppa un particolare stile vocale, influenzato dallo spoken word del beat americano, dal gruppo punk emiliano CCCP Fedeli alla linea e dagli stessi Starfuckers, che assieme alle ricercate soluzioni rumoristiche di Sommacal e al tocco essenziale della Burattini caratterizza il suono inconfondibile dei Massimo Volume. Un tour intenso li porta in giro per tutta la penisola. L'ambiente underground reagisce con sempre crescente entusiasmo e anche le major si accorgono della band.
Risale ai primi anni '90 un incontro fondamentale per Clementi, quello con la vicenda umana e artistica di Emanuel Carnevali, poeta italiano in lingua inglese, emigrato in America a inizio secolo. Clementi resta folgorato dalla lettura de Il Primo Dio, che gli ispira uno dei pezzi simbolo della band e lo spinge ad approfondire la propria ricerca poetica.
Con la firma per la WEA nel 1995 giunge l'anno di Lungo i Bordi, secondo album della band prodotto dalla stella della new wave italiana Fausto Rossi. Seguiranno Da Qui (Mescal, 1997), e Club privé (Mescal, 1999) prodotto da Manuel Agnelli, leader degli Afterhours con il quale Clementi stringe una forte amicizia. Nel 2000 i Massimo Volume compongono la colonna sonora del film Almost Blue di Alex Infascelli. 
Nel gennaio del 2002 il tour di supporto a Club privé, dopo dieci anni di lavoro intenso e ininterrotto, segna per i Massimo Volume un momento di crisi profonda che porta allo scioglimento del gruppo. Seguono quasi sei anni di silenzio.
Quindi nel 2008, attraverso Manuel Agnelli, quell'anno direttore artistico del Traffic - Torino Free Festival, il Museo nazionale del cinema di Torino, città tradizionalmente molto cara ai Massimo Volume, chiede alla band di comporre una colonna sonora per il capolavoro del cinema muto La caduta della casa Usher. Oltre alla sonorizzazione, Agnelli propone alla band di partecipare al festival. I Massimo Volume accettano e in una notte di inizio luglio dividono il palco con Patti Smith e Afterhours davanti a un pubblico di oltre diecimila persone. Alla seconda chitarra li accompagna Stefano Pilia. Dopo quel concerto la band decide di riunirsi e, assieme a Pilia, incide altri due dischi: Cattive Abitudini nel 2010 (targa MEI Miglior disco) e nel 2013 Aspettando i Barbari.
A fine 2015 i Massimo Volume hanno composto la colonna sonora di Luce Mia, film di Lucio Viglierchio, prodotto dalla Zenit Arti Audiovisive.
Nel dicembre del 2015 Clementi presenta il progetto Sorge in coppia con Marco Caldera - già al mixer durante le registrazioni di Aspettando i Barbari. La formazione vede Clementi alla voce e per la prima volta al pianoforte, mentre Caldera cura le basi elettroniche.

### Collaborazioni
Già dalla fine degli anni novanta, Clementi inizia a proporre le sue letture, accompagnato da Egle Sommacal e Marcella Riccardi.
Con il musicista elettronico Massimo Carozzi porterà invece in scena i romanzi “La notte del Pratello”, “L'ultimo dio” e “Matilde e i suoi tre padri” (in quest'ultimo reading è presente anche Stefano Pilia alla chitarra)..
A partire dal 1999 Clementi divide il palco con Agnelli nel reading musicale “gli Agnelli Clementi”. Queste letture saranno inserite nel CD allegato al libro “Il meraviglioso tubetto” di Agnelli.
Il 2000 è l'anno del viaggio in India di Clementi e Agnelli che ispirerà a quest'ultimo le canzoni “Bye bye Bombay” e “Varanasi Baby” contenute nel disco “Quello che non c'è”. Sempre in questo album compare la canzone “Ritorno a casa”, omaggio allo stile parlato di Clementi.
Nel 2001, come anche Manuel Agnelli, partecipa a Canto di spine - versi italiani del Novecento in forma canzone del gruppo genovese Altera, antologia cantata della poesia italiana, prodotta da Franz Di Cioccio (Fermenti Vivi/S4), recitando i versi di L'Attesa di Vincenzo Cardarelli.
Dopo lo scioglimento dei Massimo Volume, nel 2003 Clementi fonda insieme a Massimo Carozzi e Dario Parisini il progetto El Muniria. Nel 2004 pubblicano il loro primo, e finora unico, album dal titolo “Stanza 218” (Homesleep), registrato all'hotel Mamounia di Tangeri. Anche qui sono presenti riferimenti al viaggio in India con Agnelli. Altri interventi di El Muniria sono la sonorizzazione del classico del cinema muto “Menschen Am Sonntag” (Harlock 2008) e nel 2009 la cover di “Is This What You Wanted” di Leonard Cohen all'interno del tributo collettivo al cantautore canadese Strange Music.
Tra il 2002 e il 2008 Clementi collabora inoltre come paroliere e cantante al fianco di Giardini di Mirò, Ulan Bator, Riccardo Sinigallia, Cesare Basile.
Nell'ottobre 2007, accompagnato da Massimo Carozzi e Vittoria Burattini, si esibisce al Litquake, prestigioso festival letterario internazionale a San Francisco. La stessa formazione si esibirà poi in giro per l'Italia in “Fermati qui”, spettacolo che ripercorre tutta la carriera di Clementi, sia musicale che letteraria.

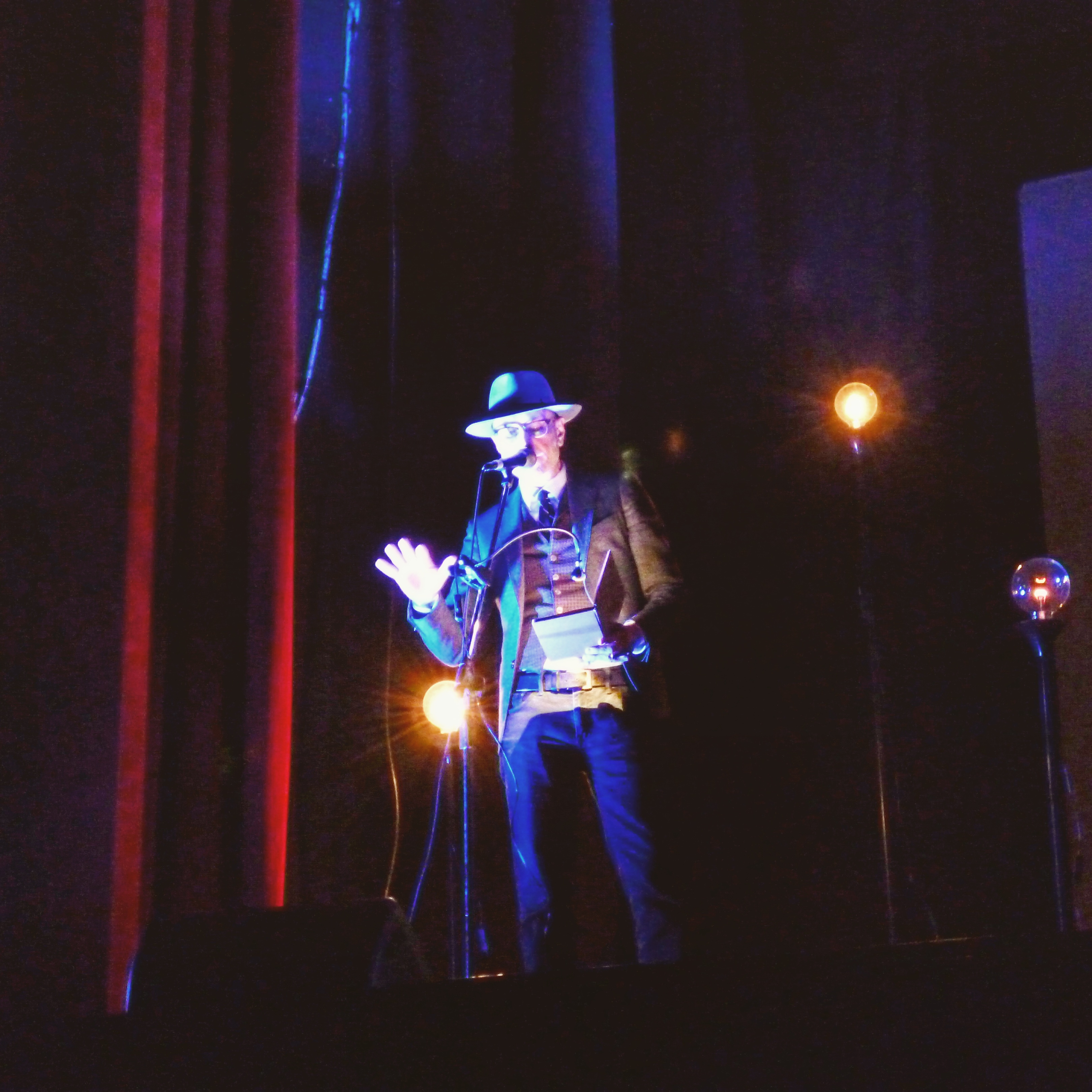
Emidio Clementi e Corrado Nuccini in "Quattro quartetti" - Gioia del Colle, 2018

Particolarmente importante è il sodalizio con Corrado Nuccini, chitarrista dei Giardini di Mirò, che dal 2012 accompagnerà Clementi nel reading del libro “La ragione delle mani” e nel 2015, assieme al polistrumentista Emanuele Reverberi, nel tour europeo (una data anche a Chicago) di “Notturno Americano”.
Quest'ultimo è l'unico reading a essere stato pubblicato integralmente nell'omonimo album. Il lavoro, struggente affresco del sogno americano infranto di Emanuel Carnevali, si compone di una scelta di testi del poeta migrante e dello stesso Clementi, accompagnati da un evocativo commento sonoro..
Nel 2014 partecipa al disco di Gianni Maroccolo e Claudio Rocchi Nulla è andato perso con il brano Rinascere.
Nell'ottobre del 2015 Clementi annuncia la nascita del progetto Sorge, in collaborazione con Marco Caldera (già al mixer per l'album “Aspettando i barbari” dei Massimo Volume). Il primo disco “La guerra di domani” uscirà nel febbraio del 2016 per l'etichetta La tempesta ed è stato anticipato dal video “Noi facciamo ciò che siamo”.
Il 1 dicembre 2016 Clementi e Nuccini, già insieme nel tour di La ragione delle mani e Notturno americano, presentano il nuovo spettacolo sui "Quattro quartetti", lettura con accompagnamento musicale dell'omonima opera del poeta T.S. Eliot.

## Carriera letteraria
Clementi esordisce come scrittore nel 1997, con la raccolta di racconti “Gara di resistenza”, introdotta da Claudio Piersanti. Il modello dichiarato è quello di “Motel Chronicles” di Sam Shepard, interventi brevi e taglienti, perlopiù autobiografici, spesso crudi. Alcuni dei testi sono ripresi, anche integralmente, nelle canzoni dei Massimo Volume.
Nel 1998 segue il romanzo “Il tempo di prima” per DeriveApprodi. Per Clementi è la prima prova di fiction sulla lunga distanza, che torna sui temi dell'emarginazione e della solitudine con un impianto thriller.
Ma è ne “La notte del Pratello”, romanzo autobiografico pubblicato nel 2001 per Fazi, che Clementi trova la propria via al romanzo. Scandito in una sequenza di episodi ora drammatici, ora comici, ora vividamente realistici, il racconto della Bologna underground e marginale mostra il volto di un'Italia diversa e possibile. Il Pratello - la via delle occupazioni, del manicomio, degli ultimi bohémien - rivive in queste pagine con tutta la vitalità dei suoi protagonisti, nei quali si riconoscono i volti ricorrenti presenti nelle canzoni dei Massimo Volume.
“L'ultimo dio”, uscito nel 2004 sempre per Fazi, è la prova più intensa di questo periodo. Un raro esempio di romanzo nel quale all'autobiografia si intreccia a una vicenda pseudostorica, quella del poeta Emanuel Carnevali. È la prova della maturità per Clementi, che dimostra di saper gestire abilmente una narrazione drammatica e di ampio respiro, conferendole ritmo e profondità.
Nel 2005 partecipa all'antologia di Marcos y Marcos, “Racconti di un giorno che sai” (a cura di Enrico Ferri) con il racconto “Un bagno al largo fuori stagione”.
Nel 2006 il suo racconto “In Barca” è presente nella raccolta "Periferie. Viaggio ai margini delle città” uscita per Laterza. Inoltre compare nella raccolta “Dodici passi” (Cairo editore) con l'episodio “La regina del parco”.
Il terzo romanzo “Matilde e i suoi tre padri” viene pubblicato nel 2009 per la collana 24sette di Rizzoli, e segna uno stacco netto rispetto alla produzione precedente. L'autobiografia cede il passo alla fiction (anche se ispirata alla vita di persone note), lo stile essenziale dei primi libri si espande e modula in una voce più adatta all'affresco generazionale. Il libro narra le vicende di una giovane donna dell'alta borghesia bolognese negli anni '70, ripercorrendo i momenti storici dell'epoca e incentrandosi sul destino di sua figlia, affidata di volta in volta ai diversi compagni della madre.
Segue “La ragione delle mani” nel 2012 per Playground, col quale Clementi torna alla forma racconto. La raccolta comprende nove folgoranti episodi, tutti in qualche modo riferiti al mondo musicale. Lo sguardo di Clementi segue le vicende di produttori, ex musicisti, roadie o semplici appassionati di musica. Si compie qui una sintesi tra lo stile del primo Clementi, asciutto ed essenziale, e i toni più distesi di “Matilde e i suoi tre padri”.
Nel 2013 “L'ultimo dio” viene ripubblicato per Playground in un'edizione arricchita dalle illustrazioni di Andrea Bruno, mentre nel 2014 per i tipi di Giuda edizioni esce “Cattive Abitudini”, un volume di illustrazioni di Gianluca Costantini ispirate ai testi dell'omonimo album.
Emidio Clementi è l'autore della prefazione alla prima edizione svizzera de “Il primo dio” di Emanuel Carnevali, uscita per La Baconnière nel 2015.
Nel marzo 2016 è uscita la ristampa di “La notte del Pratello” per la Playground.
Il 2 novembre del 2017 sempre la Playground ha pubblicato il romanzo “L'amante imperfetto”.

## Vita privata
Clementi è sposato con Sara Cavani, protagonista di “Matilde e i suoi tre padri”. Hanno due figlie, Nina e Vera.

## Opere letterarie
- Gara di resistenza. Roma, Gamberetti, 1997. ISBN 978-88-7990-026-3.
- Il tempo di prima. Roma, DeriveApprodi, 2000. ISBN 978-88-87423-24-2.
- La notte del Pratello. Roma, Fazi, 2001. ISBN 978-88-8112-196-0.
- L'ultimo dio. Roma, Fazi, 2004. ISBN 978-88-8112-455-8.
- La principessa del parco, in (Chiara Bellitti, Pierfrancesco Pacoda) Dodici passi. Roma, Cairo editore, 2006. pp. 81–92.
- In Barca, in (Stefania Scateni) Periferie. Viaggio ai margini delle città. Bari, Laterza, 2006. ISBN 978-88-420-8053-4.
- Matilde e i suoi tre padri. Milano, Rizzoli, 2009. ISBN 978-88-17-01583-7.
- La ragione delle mani. Roma, Playground, 2012. ISBN 978-88-89113-64-6.
- L'ultimo dio - con illustrazioni di Andrea Bruno. Roma, Playground, 2014. ISBN 978-88-89113-83-7
- Cattive Abitudini - con illustrazioni di Gianluca Costantini. Ravenna, Giuda edizioni, 2013. ISBN 978-88-97980-13-1
- Hotel Massilia - con illustrazioni di Maurizio Lacavalla. Bologna, Sciame, 2016
- L'amante imperfetto.  Roma, Playground, 2017. ISBN 978-88-99452-12-4
- Gli anni di Bruno. Roma, Playground, 2022. ISBN 978-88-99452-46-9

## Discografia

### Massimo Volume
- Demo Nero (autoprodotto, 1992)
- Stanze (Underground, 1993)
- Lungo i bordi (Wea, 1995)
- Da qui (Mescal, 1997)
- Club privé (Mescal, 1999)
- Almost Blue (Soundtrack, 2001)
- Bologna, Nov 2008 (Mescal / EMI, 2008)
- Cattive abitudini (La tempesta, 2010)
- Split Ep (con Bachi Da Pietra, La tempesta, 2011)
- Aspettando i barbari (La tempesta, 2013)
- Luce mia (autoprodotto, 2015)
- Il Nuotatore (42 Records, 2019)

### El Muniria
- Stanza 218 (Homesleep, 2004)

### Emidio Clementi
- Notturno americano (Santeria / Audioglobe, 2015)

### Sorge
- La guerra di domani (La Tempesta, 2016)